# Strutharald
Strutharald var en halvmytisk jarl eller småkung över Skåne som ska ha härskat där i slutet av 900-talet. 
Enligt vissa källor anges Strutharald som son till Gorm den gamle och därmed bror eller halvbror till Harald Blåtand. Enligt Jomsvikingasagan var han far till jomsvikingarna Torkel den höge (död 1039) och Sigvald Jarl som bägge enligt sagan deltog i slaget vid Hjörungavåg år 986 mot ladejarl Håkon Sigurdsson. Han skall också ha varit far till Tove Haraldsdotter som var gift med Sigurd Kåpa av Bornholm, bror till Bue digre, och Hemming (död cirka 1014). 
Sitt egendomliga namn fick Strutharald enligt samma saga efter sin "hatt" (det vill säga hjälm) som var utsmyckad med en strut av rent guld som vägde tio mark, vilket motsvarar cirka två kilo.
Enligt Snorre Sturlason var Strutharald jarl av "Jomsborg i Vendland", vilket har ansetts ha varit innan han fick Skåne i län av den danske konungen. Strutharald har kallats "Skånes siste kung" eftersom han försökte hävda Skånes oavhängighet från Danmark och kung Harald Blåtand, ett försök som misslyckades. Kung Sven Tveskägg gjorde honom senare till sin jarl, vilket kan ses som en slags tröst.